# Selene brownii
Selene brownii är en fiskart som först beskrevs av Georges Cuvier, 1816.  Selene brownii ingår i släktet Selene och familjen taggmakrillfiskar. Inga underarter finns listade i Catalogue of Life.